# Domingo Salvador Pérez
Domingo Salvador Pérez (* 7. Juni 1936 in Paysandú; † am oder vor dem 16. August 2024) war ein uruguayischer Fußballspieler.

## Spielerlaufbahn

### Verein
Der 1,71 Meter große Mittelfeldakteur Pérez spielte mindestens in den Jahren 1956 und 1959 in Montevideo für die Rampla Juniors. 1956 nahm er mit den Rampla Juniors an der großen Tournee des Vereins durch Brasilien, Europa und Asien teil, bei der er mit zwölf Treffern als erfolgreichster Torschütze seiner Mannschaft hervorstach. In der Spielzeit 1959 belegte sein arbeitgebender Verein den 7. Tabellenplatz in der Primera División. 1961 sind für ihn 22 Einsätze in Argentiniens höchster Spielklasse bei River Plate verzeichnet. In jener Saison gelangen ihm sechs Torerfolge. Sodann gehörte Pérez in den Jahren 1962 bis 1966 dem Kader Nacionals an. 1963 und 1966 gewann er mit den Bolsos jeweils die uruguayische Meisterschaft. 1964 steht für Nacional die Teilnahme an den Finalspielen der Copa Campeones de América zu Buche, in denen der uruguayische Klub dem argentinischen Vertreter Independiente letztlich die Trophäe überlassen musste. Pérez wirkte im Final-Hin- und Rückspiel von Beginn an über die volle Spieldistanz mit.

### Nationalmannschaft
Pérez war auch Mitglied der A-Nationalmannschaft Uruguays, für die er zwischen dem 8. März 1959 und dem 2. Februar 1967 29 Länderspiele absolvierte. Dabei schoss er sechs Länderspieltore. Mit der Celeste nahm er 1959 in Argentinien an der ersten und auch in Ecuador bei der zweiten Ausspielung der Südamerikameisterschaft teil. In Ecuador trug er in vier Begegnungen (ein Tor) zum Titelgewinn der Uruguayer bei. Auch an der Weltmeisterschaft 1962 wirkte er auf uruguayischer Seite mit. Dort kam er in allen drei Gruppenspielen Uruguays zum Einsatz. Als Teil des Aufgebots bei der WM vier Jahre später war er in allen vier Spielen am Vordringen ins Viertelfinale und dem dortigen Scheitern an der bundesrepublikanischen Elf beteiligt. Bei den Südamerikameisterschaften 1967 feierte er sodann den Gewinn eines weiteren Südamerikameistertitels. Im Verlaufe des Wettbewerbs bestritt er vier Partien, erzielte abermals einen Treffer und lief dort beim das Turnier entscheidenden letzten Spiels der Veranstaltung, dass mit dem 1:0-Sieg über Argentinien endete, auch letztmals in seiner Karriere für sein Heimatland auf.

### Erfolge
- 2× Südamerikameister 1959, 1967
- 2× Uruguayischer Meister 1963, 1966